# Natália Milanová
Natália Milanová, nata Gálisová (Bratislava, 12 giugno 1982), è una storica e politica slovacca, ministro della Cultura del governo Matovič e del governo Heger dal 21 marzo 2020 al 15 maggio 2023.

## Attività parlamentare
Nelle Elezioni parlamentari del 2016 si è candidata nelle liste di Gente Comune e Personalità Indipendenti (OĽaNO) al dodicesimo posto. Ha ottenuto 1 737 voti, mancando l'elezione a deputata, ma è in seguito riuscita a subentrare il 30 gennaio 2018 in sostituzione di Jozef Viskupič, eletto presidente della Regione di Trnava. Nel parlamento slovacco è stata vicepresidentessa della Commissione per la cultura e per i mezzi di comunicazione.
Nelle Elezioni parlamentari del 2020 si è nuovamente candidata, senza risultare eletta. Tuttavia, il 21 marzo 2020 è divenuta ministro della Cultura del governo Matovič.